# مارك ألان ووكر
مارك ألان ووكر هو فيلسوف كندي، ولد في 22 يونيو 1963.